# Charisma Records
Charisma Records — британський лейбл звукозапису, створений 1969 року.
Засновником лейблу Charisma Records став британський підприємець Тоні Стреттон-Сміт (1933—1987). Він починав кар'єру як спортивний журналіст, але під час чемпіонату світу з футболу 1962, що проходив у Чилі, познайомився з бразильським музикантом Антоніу Карлусом Жобіном та зацікавився індустрією музики. Він почав працювати менеджером рок-гуртів, і 1969 року заснував власний лейбл звукозапису Charisma Records, щоб видавати пісні та альбоми своїх підопічних.
Першими артистами лейблу стали гурти The Nice та Van der Graaf Generator. Також на Charisma Records виходили перші записи прог-рокового гурту Genesis, а пізніше — його колишніх музикантів Пітера Гебріела та Філа Коллінза. Пізніше лейбл підписав таких виконавців, як фолькроковий гурт Lindlsfarne, клавішник Рік Вейкман та автор-виконавець Кліффорд Ті Ворд. Окрім цього, за Charisma Records закріпилася репутація «ексцентричної компанії», бо на лейблі також виходили записи комедійного гурту «Монті Пайтон», спортивного коментатора Джона Ерлотта, поета Джона Бетчемана, музичного менеджера Малькольма Макларена та Джуліана Леннона (сина славнозвісного Джона Леннона).
1984 року Charisma Records став частиною лейблу Virgin Records. 1987 року Стреттон-Сміт вмер від раку і лейбл було закрито. Проте у 1990 році Virgin Records почали використовувати цю торговельну марку в США. Серед виконавців, чиї записи виходили на оновленому лейблі Charisma Records — регі-співак Максі Пріст та рок-гурт T'Pau.